# 白鹿镇 (合江县)
白鹿镇，是中华人民共和国四川省泸州市合江县下辖的一个乡镇级行政单位。

## 行政区划
白鹿镇下辖以下地区：
白鹿社区、柏松村、大山村、袁湾村、楠木村、两重滩村、望城村、水竹村、马庙村、江合村、尹坪村和邓家坪村。